# Emile Hirsch
Emile Davenport Hirsch (født 13. marts 1985 i Topanga i Californien i USA) er en amerikansk tv- og filmskuespiller. Han begyndte at optræde i slutningen af 1990'erne og medvirkede i flere tv-film og -serier og blev kendt som en skuespiller efter roller i Lords of Dogtown, The Emperor's Club og The Girl Next Door.
Hans storesøster Jenny introducerede ham til at skuespil, da de blev indskrevet på Will Geer Theatricum, en sommerdramalejr i Topanga.
Hirsch opvoksede i Los Angeles, Californien og Santa Fe, New Mexico, hvor han boede med sin mor i flere år efter hans forældre blev skilt. Han gik på Topanga Canyon Elementary School, Paul Revere Middle School og Academy of Music i Alexander Hamilton High School i Los Angeles. Hirsch forlod Hamilton High School halvvejs gennem sit seniorår, for at forfølge sin skuespilkarriere, senere tog han en eksamen fra Beach High School, et uafhængigt privat gymnasium i det nordlige Californien.
I 2005 spillede han Johnny Trulove i den biografiske dramafilm Alpha Dog med Justin Timberlake. 
I 2007 medvirkede han i Into the Wild, instrueret af Sean Penn, hvor han spillede eventyren Christopher McCandless og vandt en National Board of Review Award for bedste unge skuespiller i 2007. I 2008 medvirkede Hirsch i Speed Racer og Milk. 
Han deltog for nylig i Summit on the Summit, en ekspedition til toppen af Kilimanjaro for at øge bevidstheden om behovet for rent vand i verden.

## Filmografi
- 2003: The Mudge Boy
- 2004: The Girl Next Door
- 2004: Imaginary Heroes
- 2005: Dogtown Boys
- 2006: Alpha Dog
- 2007: Into the Wild
- 2007: The Air I Breathe
- 2008: Speed Racer
- 2008: Milk
- 2009: Taking Woodstock
- 2019: Once Upon a time in Hollywood

## Privatliv
Hirsch er bosat i Venedig i Californien, og nyder at skrive poesi og manuskripter, sammen med skateboarding. Han har vundet fem priser, herunder Critics 'Choice Award for banebrydende præstation og bedste skuespiller for sin rolle i Into the Wild, samt 11 andre nomineringer. Han har optrådt på mange magasinforsider, herunder Nylon Guys, Teen Vogue, Movieline, Another Man og L'Uomo Vogue (Italien).
Emile Hirsch dukkede op i Esquire i november 2007 og blev kaldt "Actor of the Year" sammen med Denzel Washington, Cate Blanchett, Javier Bardem, Jake Gyllenhaal og Robert Downey, Jr., for sin rolle i Into the Wild.